# Xavier O'Callaghan i Ferrer
Xavier O'Callaghan i Ferrer (L'Hospitalet de l'Infant, 2 de març de 1972) és un exjugador d'handbol català, que durant 19 anys va formar part del FC Barcelona.
Va entrar a les categories inferiors del FC Barcelona guanyant tres campionats estatals juvenils i un de júnior. La temporada 1990-91, amb 18 anys va passar al primer equip on va jugar 15 temporades essent un dels esportistes que ha guanyat més títols (54).
Al final de la temporada 2005, i després de tota la carrera esportiva al FC Barcelona, va ser el mànager de les seccions d'handbol, futbol sala i hoquei patins fins al 2018, quan va assumir la responsabilitat de dirigir l'oficina de Nova York del Barça. El 2021 va tornar, per substituir el cessat David Barrufet com a mànager esportiu de l'handbol. A més, gestionaria també l'hoquei patins i el futbol sala del Barça.

## Palmarès
F.C. Barcelona
- 7 Copes d'Europa (1990-1991, 1995-1996, 1996-1997, 1997-1998, 1998-1999, 1999-2000 i 2004-2005)
- 2 Recopes d'Europa (1993-1994 i 1994-1995)
- 1 Copa EHF (2002-2003)
- 5 Supercopes d'Europa (1996-1997, 1997-1998, 1998-1999, 1999-2000 i 2003-2004)
- 8 Lligues espanyoles (1990-1991, 1991-1992, 1995-1996, 1996-1997, 1997-1998, 1998-1999, 1999-2000 i 2002-2003)
- 6 Copes del Rei (1992-1993, 1993-1994, 1996-1997, 1997-1998, 1999-2000 i 2003-2004)
- 8 Supercopes d'Espanya (1990-1991, 1991-1992, 1993-1994, 1996-1997, 1997-1998, 1999-2000, 2000-2001 i 2003-2004)
- 5 Copes ASOBAL (1994-1995, 1995-1996, 1999-2000, 2000-2001 i 2001-2002)
- 6 Lligues Catalanes (1990-1991, 1991-1992, 1992-1993, 1993-1994, 1994-1995 i 1996-1997)
- 6 Lligues dels Pirineus (1997-1998, 1998-1999, 1999-2000, 2000-2001, 2001-2002 i 2003-2004)

Selecció espanyola
Va participar, als 22 anys, en els Jocs Olímpics d'Estiu de 1992 celebrats a Barcelona (Catalunya), on va aconseguir guanyar un diploma olímpic selecció espanyola d'handbol en finalitzar cinquens al torneig masculí olímpic. Absent dels Jocs Olímpics d'estiu de 1996 realitzats a Atlanta (Estats Units), va participar en els Jocs Olímpics d'Estiu de 2000 realitzats a Sydney (Austràlia), on va aconseguir guanyar la medalla de bronze.